# Sălăjeni (okręg Sălaj)
Sălăjeni – wieś w Rumunii, w okręgu Sălaj, w gminie Bocșa. W 2011 roku liczyła 552 mieszkańców.